# 北海道小樽未来創造高等学校
北海道小樽未来創造高等学校（ほっかいどうおたるみらいそうぞうこうとうがっこう）は、北海道小樽市にある公立（道立）の高等学校。北海道小樽商業高等学校と北海道小樽工業高等学校が統合し、2018年（平成30年）に開校した。また、道内で初の単位制職業高校であり、北海道ふるさと・みらい創生推進事業の一環で高等学校OPENプロジェクト研究指定校の指定を受けた。

## 沿革
- 2018年（平成30年）4月9日- 開校式を挙行。

## 設置学科

### 全日制
- 機械電気システム科
- 建設システム科
- 流通マネジメント科
- 情報会計マネジメント科

### 定時制
- 電気コース
- 建設コース

## 学校教育目標
- 自立心、倫理観、規範意識、社会性の涵養
- 健康・安全、協働・敬愛の精神の醸成
- 専門的な知識や技術、実践力、創造力の育成

## 部活動

### 運動系
- 硬式野球部
- テニス部
- サッカー部
- バスケットボール部
- バレーボール部
- バドミントン部
- 卓球部
- 陸上部

### 文化系
- 軽音楽部
- ワープロ部
- コンピュータ部
- 情報技術研究部
- 科学研究部
- 簿記部
- 美術部
- 写真部
- 茶道部
- 華道部

### 同好会
- ボランティア同好会
- 商業研究同好会
- 珠算同好会
- 建設同好会